# Шариптогай
Шариптогай (каз. Шәріптоғай, до 1993 г. — Луговое) — аул в Кокпектинском районе Восточно-Казахстанской области Казахстана. Входит в состав Кокпектинского сельского округа. Код КАТО — 635030500.

## Население
В 1999 году население аула составляло 451 человек (228 мужчин и 223 женщины). По данным переписи 2009 года, в ауле проживали 344 человека (188 мужчин и 156 женщин).